# Antonio Ambrosi
Antonio Ambrosi (Venècia, 1786 - ?) va ser un baix italià.
A Nàpols, Roma, Milà i Viena va ser un baix assidu en les obres de Rossini, Mercadante, Pacini, etc.